# JWSDP
A JWSDP (Java Web Services Development Pack) egy ingyenesen használható fejlesztő eszköz (SDK), amivel webszolgáltatásokat, webalkalmazásokat és Java alkalmazásokat lehet fejleszteni a Java nyelvben elérhető legújabb technológiák segítségével.
Az Oracle lecserélte a JWSDP-t a GlassFish-el. A JWSDP-nek minden komponense részét képezi a GlassFish-nek és a WSIT-nek és még további néhány, a Java SE 6 ("Mustang") kiadásában szereplő technológiának. A projekt minden forrása a nyílt forráskódokra vonatkozó [[Wikipedia::CDDL|CDDL]] licenc szerint érhető el és használható.

## Java API-k
A JWSDP 1.6 verziójában elérhető komponensek és API-k:
- Java API for XML Processing (JAXP), v 1.3
- Java API for XML Registries (JAXR)
- Java Architecture for XML Binding (JAXB), v 1.0 and 2.0
- JAX-RPC v 1.1
- JAX-WS v 2.0
- SOAP with Attachments API for Java (SAAJ)
- Web Services Registry

A JWSDP 1.6 verziójától kezdve, a JAX-RPC és a JAX-WS implementációk támogatják a Fast Infoset szabványt az XML lapok bináris kódolásához. A JWSDP korábbi verziói is tartalmazzák:
- Java Servlet
- JavaServer Pages
- JavaServer Faces

## Kapcsolódó technológiák
Létezik több különböző Java implementációja a webszolgáltatásoknak és az XML feldolgozóknak. Néhányan hiánytalanul támogatják a Java szabványokat, mások támogatnak szabványos és nem szabványos megoldásokat. A kapcsolódó technológiák között meg kell említeni:
- Apache Axis - Szoftverfejlesztési keretrendszer webszolgáltatásokhoz
- XINS - RPC és webszolgáltatás keretrendszer
- xmlenc - XML-t létrehozó könyvtár
- JBoss AS - alkalmazásszerver, fejlesztőkörnyezet és sok minden egyéb összessége (a JBoss fejleszti)

## Külső hivatkozások
- SAAJ from sun.com
- Sun Microsystems JWSDP Site

## Fordítás
Ez a szócikk részben vagy egészben  a   Java Web Services Development Pack című angol Wikipédia-szócikk ezen változatának fordításán alapul.  Az eredeti cikk szerkesztőit annak laptörténete sorolja fel. Ez a jelzés csupán a megfogalmazás eredetét és a szerzői jogokat jelzi, nem szolgál a cikkben szereplő információk forrásmegjelöléseként.